# 朱新康
朱新康（1955年—），浙江湖州人，汉族，中华人民共和国政治人物、第十一届全国人民代表大会浙江地区代表。
加入中共。担任湖州市织里镇大港村党总支书记。2008年起担任全国人大代表。